# Gao Yang
Pour les articles homonymes, voir Gao.
Dans ce nom chinois, le nom de famille, Gao, précède le nom personnel.
Gao Yang (née le 1er mars 1993) est une athlète chinoise, spécialiste du lancer du poids.

## Biographie
Le 19 mars 2016, Gao se classe 8e des championnats du monde en salle de Portland avec un jet à 17,67 m. Deux ans plus tard, aux championnats du monde en salle de Birmingham elle échoue au pied du podium malgré un nouveau record personnel à 18,77 m.

## Palmarès
| Date | Compétition                    | Lieu       | Résultat | Marque  |
| ---- | ------------------------------ | ---------- | -------- | ------- |
| 2012 | Championnats du monde juniors  | Barcelone  | 2e       | 16,57 m |
| 2013 | Championnats d'Asie            | Pune       | 3e       | 17,76 m |
| 2015 | Championnats d'Asie            | Wuhan      | 2e       | 17,98 m |
| 2015 | Championnats du monde          | Pékin      | 5e       | 19,04 m |
| 2015 | Jeux mondiaux militaires       | Mungyeong  | 1re      | 18,14 m |
| 2016 | Championnats du monde en salle | Portland   | 8e       | 17,67 m |
| 2017 | Championnats du monde          | Londres    | 5e       | 18,25 m |
| 2018 | Championnats du monde en salle | Birmingham | 4e       | 18,77 m |
| 2018 | Jeux asiatiques                | Jakarta    | 2e       | 17,64 m |
| 2019 | Jeux mondiaux militaires       | Wuhan      | 2e       | 17,85 m |

## Records
| Épreuve         | Épreuve   | Marque  | Lieu           | Date            |
| --------------- | --------- | ------- | -------------- | --------------- |
| Lancer du poids | Plein air | 19,20 m | Neubrandenburg | 20 juillet 2016 |
| Lancer du poids | En salle  | 18,77 m | Birmingham     | 2 mars 2018     |